# Бетацизм
Бетацизм — распространённое в разных языках фонетическое явление, при котором носители языка перестают (в результате фонетической эволюции или же иноязычного влияния — субстрата, суперстрата или адстрата) различать звуки б и в. Явление особенно типично для многих романских языков, в частности испанского, итальянского и румыно-молдавского при их развитии из народной латыни.
Например, лат. veteranus → рум. bătrân «старый», exvolare → zbura «летать».
Лат. суффикс «ibilis» → итал. evole (могущий); лат. vacca → исп. vaca: произн. [baka].